# Charles Théremin
Charles-Guillaume Théremin, né le 23 mai 1762 à Groß-Ziethen et mort le 19 avril 1841 à Worms, est un diplomate français.

## Biographie
Fils du pasteur huguenot Jean-Louis Théremin, il entame une carrière diplomatique, d’abord comme secrétaire de légation prussien, puis comme chargé d’affaires à Madrid et à Londres. En 1795, il se fait naturaliser français, en vertu de l’offre faite par la Constituante à tous les descendants de religionnaires réfugiés de recouvrer la nationalité française, et entre au service de la France. Après avoir effectué plusieurs missions secrètes en Allemagne sous le Directoire, il devint sous-préfet à Monaco après le 18 Brumaire, puis à Birkenfeld. Consul général à Leipzig, lors de la chute de Napoléon, Louis XVIII le nomme sous-préfet de Savenay, jusqu’à sa révocation par Napoléon lors des Cent-Jours.
L'un des premiers vulgarisateurs de Kant en France:38, il s’est livré, après la Terreur, à une réflexion politique sur la nature de la république à installer en France. Il a également soutenu le droit à l’existence politique des femmes, en vertu du droit naturel à toute personne en mesure d’utiliser sa raison librement et de manière critique à être membre à part entière de la société et à participer à la vie politique.
Remplissant les fondions de consul général à Leipzig, à la chute de l’Empire, la Restauration l’a envoyé comme sous-préfet à Savenay, mais il a été destitué lors des Cent-Jours. Outre ses ouvrages, Théremin a fourni des articles à la Décade littéraire et philosophique (1794-1807, 54 vol. in-8°) ; il a continué les annales du règne de George III par John Aikin, trad. par Eyriès (1820), et il a été un des annotateurs de la traduction des Considérations politiques sur l’état actuel de l’Allemagne par Fischer (1821).
Il a laissé trois fils : Eugène, Charles et Alphonse, servant tous trois sous le drapeau français.

## Publications

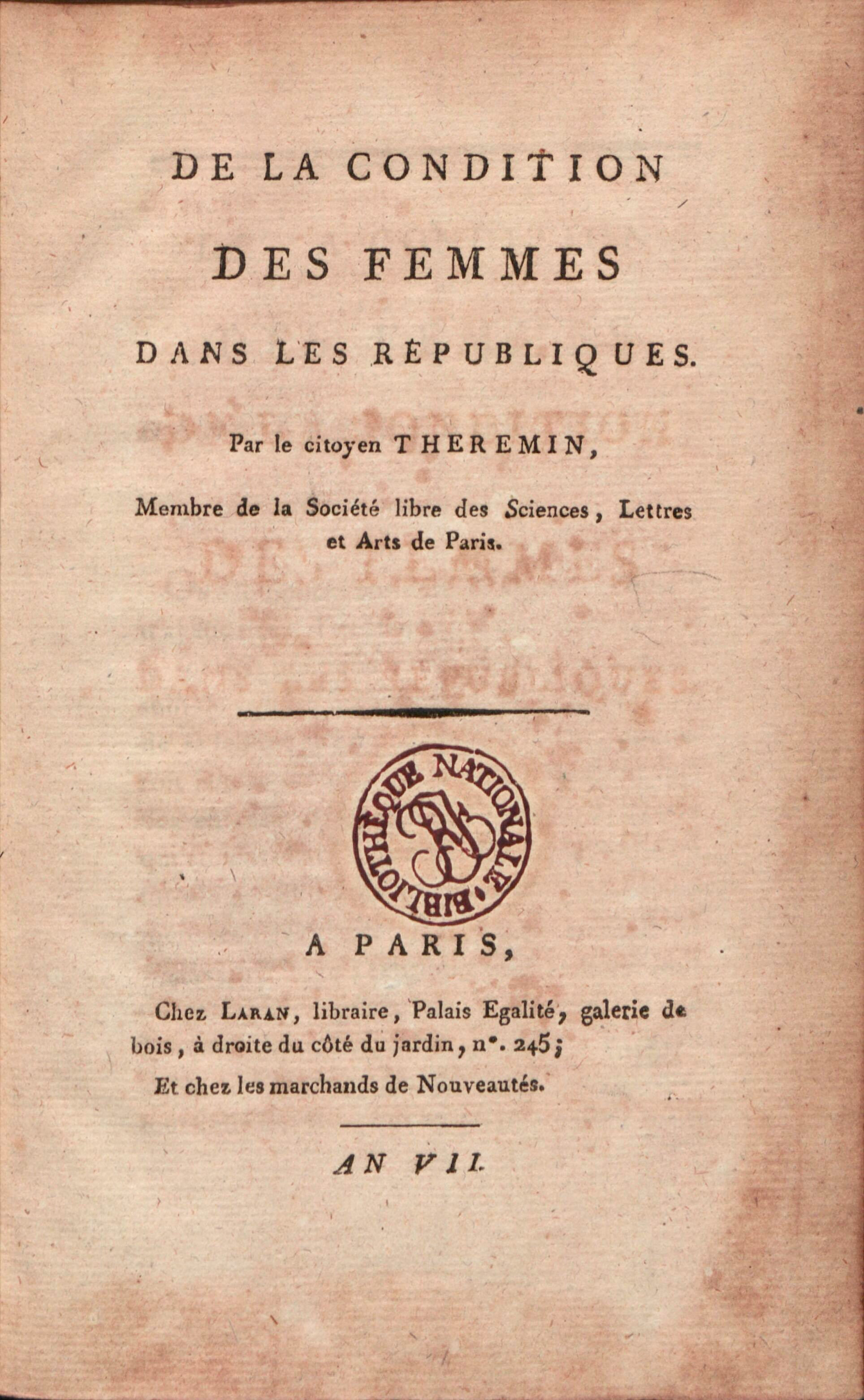
Page de titre de De la condition des femmes dans les républiques.

- Des intérêts des puissances continentales relativement à l’Angleterre, Paris, an III, in-8º.
- Discours sur la question : est-il de l’intérêt de la République française de reculer ses limites jusqu'aux bords du Rhin ?, Paris , an IV, in-8º.
- De la situation intérieure de la République française, Paris, 1796-97, in-8º.
- De la condition des femmes dans une république, Paris, Laran, 1798, 85 p., in-8º (OCLC 777231024, lire en ligne sur Gallica).
- De l’état présent de l’Europe et de l’accord entre la légitimité et le système représentatif, Paris, 1816, in-8º.
- De l’incompatibilité du système démagogique, avec le système d’économie politique des peuples modernes, 1799.
- Les journaux doivent-ils rester soumis à une surveillance politique ?, 1817.
- De la noblesse féodale, et de la noblesse nationale, 1817.

### Traductions
- Ludwig von Vincke, Tableau de l’administration intérieure de la Grande-Bretagne.
- Friedrich von Raumer, Du système des contributions en Angleterre, Paris, 1819, in-8º.